# Mosteiro de São Lourenço de Carvoeiro

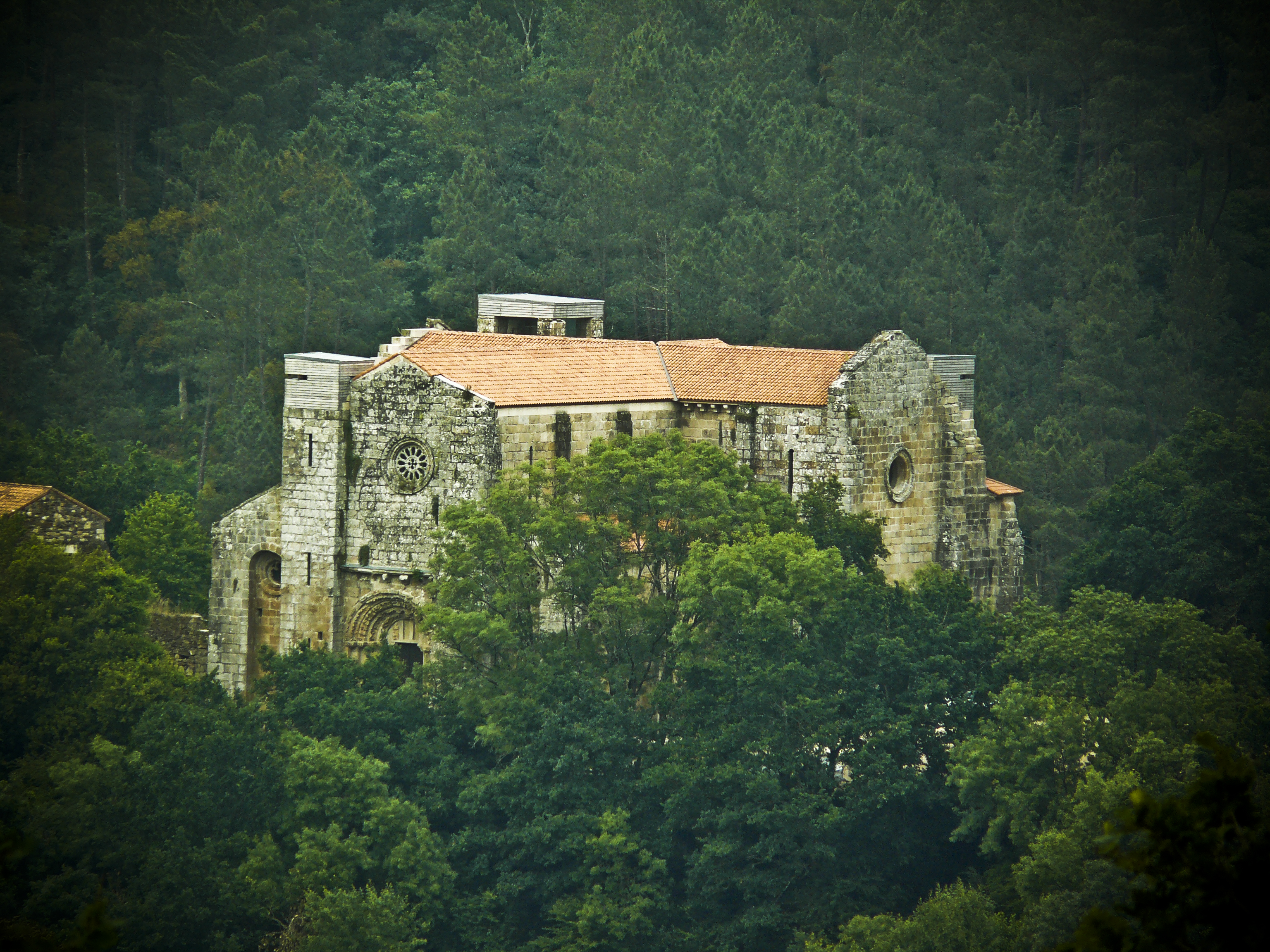
Vista geral do mosteiro.

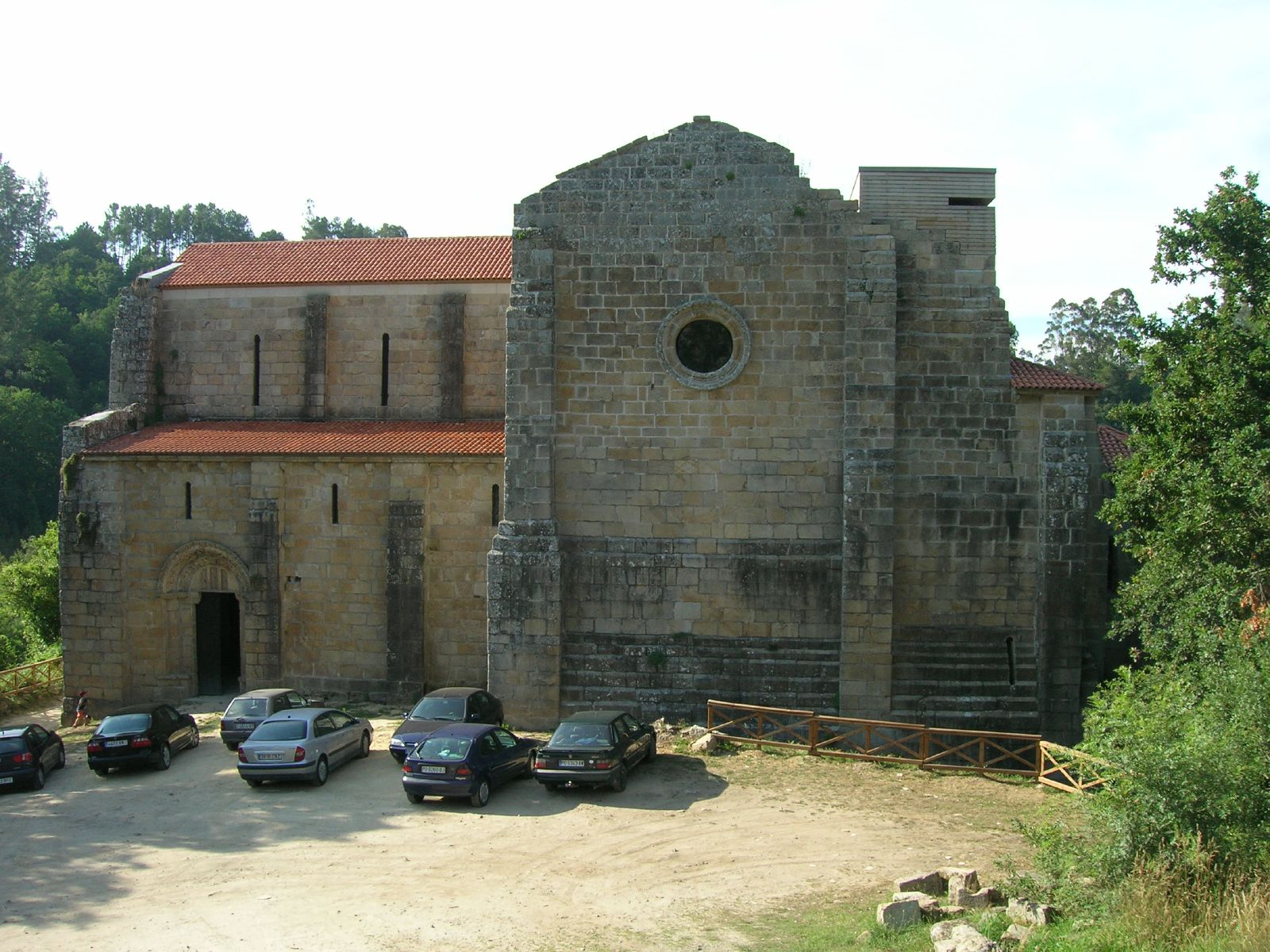
Exterior de São Lourenço de Carvoeiro.

O mosteiro de São Lourenço de Carvoeiro (em galego:  mosteiro de San Lourenzo de Carboeiro; em castelhano:  monasterio de San Lorenzo de Carboeiro) é uma das obras arquitetónicas de estilo românico serôdio, de transição ao gótico, mais notáveis de Galiza.
Trata-se de um mosteiro beneditino fundado no século X e que viveu os seus momentos de maior esplendor entre os séculos XI e XIII do que se conserva em muito bom estado a igreja e alguns dos departamentos monacais, graças aos trabalhos de restauração e recuperação realizados a partir da segunda metade do século XX.

## Localização
Localiza-se na paróquia de Santa Maria de Carvoeiro, pertencente ao concelho de Silleda, na comarca de Deza, no seu limite norte com o concelho de Vila de Cruces.
Situa-se à beira do rio Deza perto da sua desembocadura no caudaloso Ulla (que faz fronteira natural da comarca com a Terra de Santiago), aproveitando um meandro do próprio rio e ao abrigo do Couto Costoia, numa paragem de uma natureza abrupta, no território que passou a chamar-se Trasdeza (mais além do Deza, segundo os cartógrafos da diocese de Lugo), e perto de onde recebe as águas do seu afluente o rio Toxa que se une abruptamente salvando um considerável desnível formando as cataratas do Toxa, uma das mais famosas de Galiza.

## História
O nome do mosteiro deve-se a atividade carvoeira proveniente do aproveitamento da densa vegetação florestal da zona para a fabricação de carvão vegetal.
Deste jeito nos textos mais primitivos aparece mencionado como Carbonário (1131) e em textos mais modernos como Karuonario (958), Carbonero (1311), Carbonieyra (1320), Carguero (o Pai Yepes), Garguero, Cargueiro ou Gargueiro. Uma denominação curiosa é a que se faz do lugar como Algalí no diploma de restauração da abadia feita no ano 999 pelo rei Bermudo II.
Noutros dois documentos, um do ano 1095 e o outro do século XII, menciona-se o lugar como retorta. Por último em numerosos documentos fala-se do lugar ao abrigo do Monte Custodia, o atual Couto Costoia, do que possivelmente proviam a pedra utilizada para a sua construção.
O conhecido como Caminho dos carvoeiros partia do mosteiro para o mosteiro de Santa Maria de Aciveiro e à Terra de Montes. O que parece fora de toda dúvida é que por Carbonário eram conhecidas estas florestas de densa vegetação pegadas ao Deza.

### Fundação e o período de esplendor

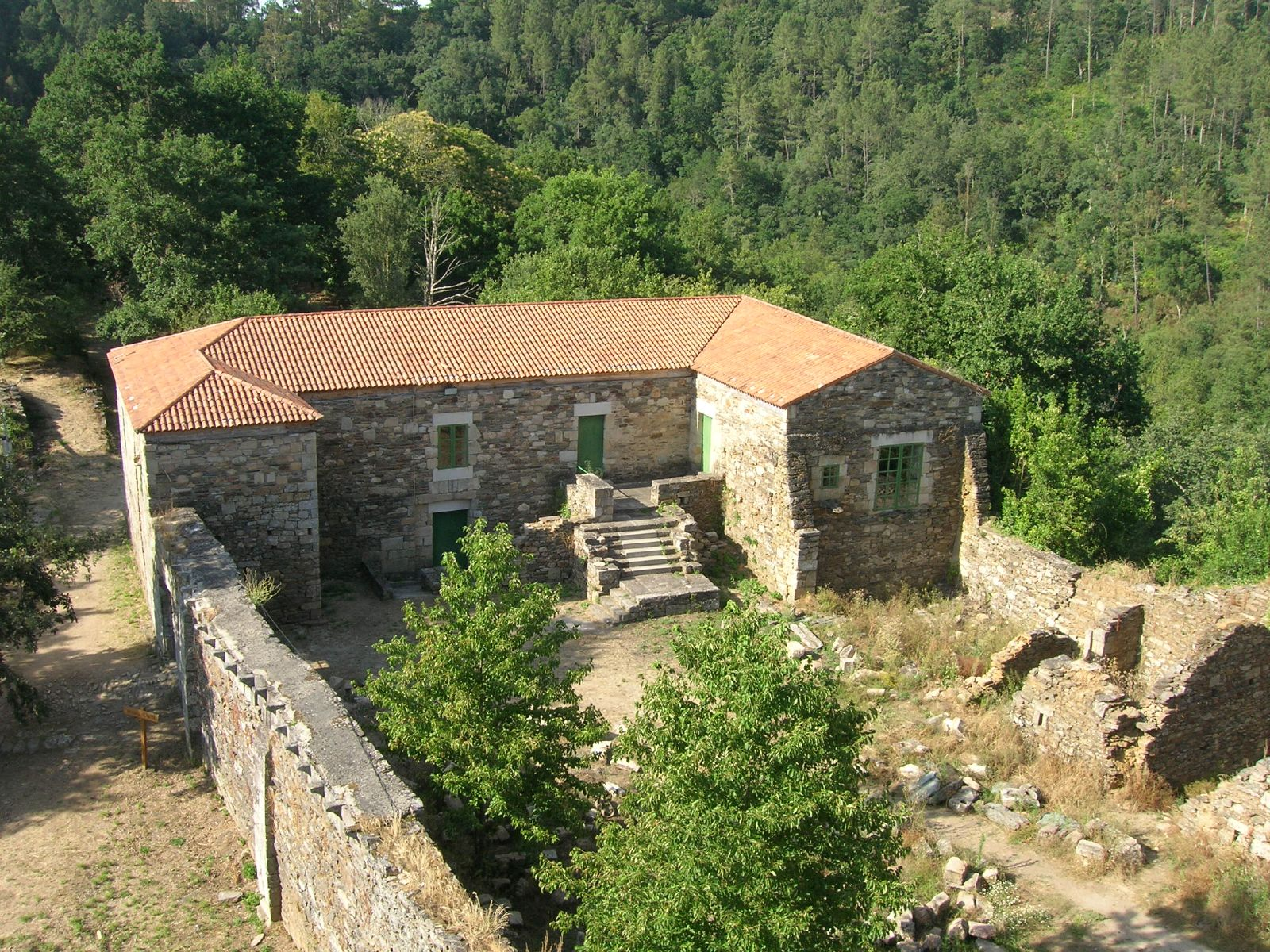
Edifícios monacais.

Graças ao Pai Yepes que no final do século XVI viu o documento fundacional do mosteiro no arquivo do mosteiro de São Martinho Pinário que dispomos na atualidade dos dados sobre a fundação.
Não existe acordo entre os historiadores na data de nascimento da abadia. A sua gestação começaria nos primeiros vinte anos do século X, e possivelmente para ao ano 936, data do documento fundacional que marcaria a data oficial da fundação, já existia uma pequena comunidade que seria a mesma que se encarregaria da construção do edifício, no mesmo lugar onde se erguia uma antiga ermida dedicada a São Lourenço, propriedade de uma tal Egica a que lhe compraram os fundadores do mosteiro, os condes Dom Gonzalo e Dona Tareixa, segundo consta a escritura da fundação do mosteiro, nas verbas do Pai Yepes. Gonzalo Betote, filho de Afonso Betote, Conde de Deza, e sua esposa Tareixa Eiriz, filha dos condes de Lugo, sobrinha do bispo da diocese Dom Ero e tia do bispo Rosendo de Celanova, pertenciam a uma das linhagens mais poderosas daqueles tempos.
Pouco tempo antes os condes fundaram a igreja de São Salvador de Camanzo na outra beira do rio Deza.
Apesar de que bem cedo começaria a receber doações e comprar terras as escrituras de fundação datam do ano 926 e já se levava trabalhado na fundação. A morte do Conde Dom Gonzalo contribuiu a que se demorassem as obras. O conde morreu no ano 927 e foi enterrado no Mosteiro de Camanzo.

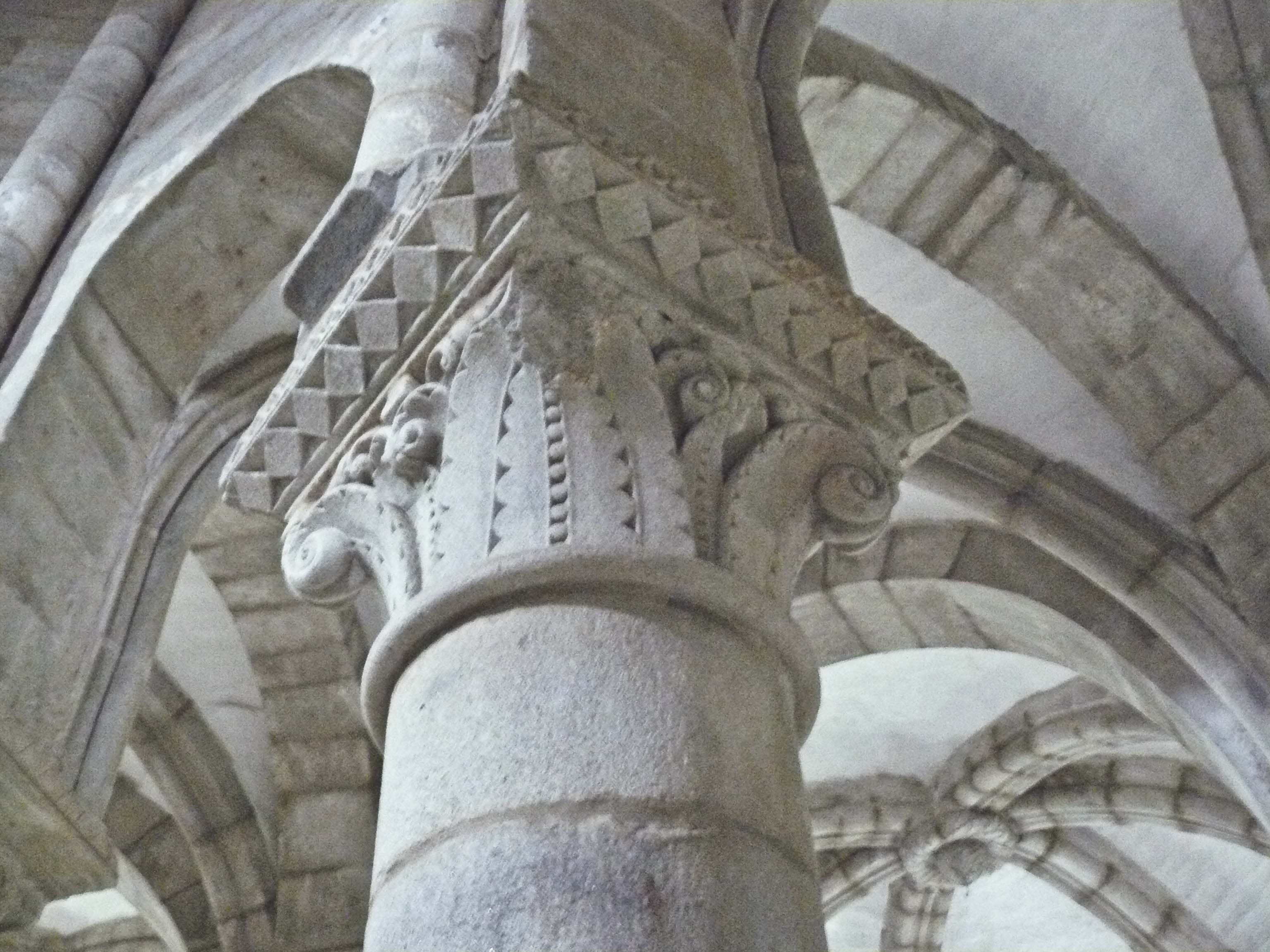
Capitel de motivos vegetais.

Finalizada a obra elegeu-se ao abade Félix e consagrou-se o templo com a presença do bispo Hero de Lugo e de Rosendo de Celanova, parente da condessa. A mesma condessa dirigiu-se logo a corte de Leão, para pedir a Ramiro I que tomasse sob sua proteção o mosteiro, o qual aceitou ficando desde então sob jurisdição real.
Desde o final dos anos 60 do século X até o ano 999 não se teve notícias do mosteiro. Neste ano o rei Bermudo II assinou um documento ordenando a restauração do mosteiro, já que segundo o próprio texto havia caído em mãos de dois monges enfrentados, descendentes dos fundadores: Afonso Bermúdez e Arias Pelágiz, futuro bispo de Mondoñedo. A destruição da casa também poderiam ter ajudado a invasão normanda de Gunderedo no ano 968 e a incursão de Almançor.
O abade Trasuario foi o encarregado de levar a cabo a ordem real de reconstruir o cenóbio. A este abade seguiram-lhe Tanitus, do que temos notícias no ano 1062 e o abade Munio com quem daria início a etapa de maior esplendor da comunidade.
Viveu esta etapa de maior esplendor entre os séculos XI a XIII, passando os dois séculos seguintes a ser objeto da cobiça das casas nobiliárias galegas, que se traduziu num progressivo recorte da sua autonomia. Durante estes anos, o seu património económico aumentou consideravelmente, destacando o domínio de extensas plantações em Ribeiro.
No ano 1075 dirigiu-se à comunidade o abade Ranemiro ao que lhe seguiu o abade Afonso (1084 - 1115) que adquire o vizinho Couto de Pastoriza através de permuta com o conde Raimundo de Borgonha e sua esposa Dona Urraca, em documento subscrito no ano 1096. A este abade seguem-lhe os abades Xoán e Martín.
No ano 1131 faz-se cargo da comunidade o abade Froila. Durante o seu mandato a comunidade não para de incrementar o seu património, como a compra do Couto de Merza a Afonso VII no ano 1144. Também ordenou realizar obras de ampliação e melhora da residência monacal. Desconhece-se a data de início das obras, mas sabe-se que já concluíram no verão de 1148.
Quando morreu Froila ficava por ampliar a velha igreja monacal, e foi isto o que se propôs o seu sucessor o singular abade Fernando, quiçá procedente das terras do mosteiro no Avia e que apareceu no cargo em 1162 e o ocupou até o ano de 1192. Provavelmente nessas datas a comunidade já estava incorporada à reforma de Cluny. Nesse último terço de século estavam a construir um tempo quase meia centena de igrejas na comarca, o que fez com que chegasse até nossos dias um bom conjunto de arquitetura românica do último terço do século XII.
O abade Pedro Froilaz sucedeu Fernando e continuou os trabalhos de remate da obra. Durante o seu mandato pode ser que se executaram as pinturas murais do teto e as paredes da capela à esquerda do altar maior, ainda perceptíveis na atualidade e das que Antonio López Ferreiro, que as chegou a ver, disse delas: 
porque esta igreja merecia que todos os galegos a olhassem como a menina dos seus olhos.
À cabeça da comunidade sucederam-se os abades Osorio, Xoán e Xoán de Deus sob cujos mandatos a abadia seguiu a incrementar sua fazenda, e este mesmo aumento do seu património foi o que levou à comunidade a começar a arrendar suas posses a diversas pessoas.
No final do século XIII começam a escassear as notícias de interesse sobre o mosteiro. Com a mudança de século a importância e atração que estava a adquirir o vizinho mosteiro de Santa Maria de Aciveiro minguou de jeito considerável a tradicional influência do Carvoeiro na comarca.
Durante o século XIV o cenóbio seguiu a incrementar o seu património. Ao mesmo tempo incrementou-se também os pleitos com os servos que imcumpriam o pactuado nos arrendamentos e a pressão dos cavaleiros e a emergente nobreza galega aumenta de tal jeito que esta comunidade, como muitas outras de Galiza naqueles tempos, acode continuamente na procura do amparo real contra os abusos dos que eram objeto. Mas a autoridade real foi-se afastando cada vez mais de Galiza e o seu poder coercitivo debilitou-se produzindo um contínuo aumento dos abusos impunes, chegando-se a uma situação de total assunção da autoridade por parte de alguns autores chamados "Condes Tolos" do século XV.

### Doações
Com a proteção real e condal a comunidade desfrutou de grande prosperidade durante a primeira metade do século, e a proteção condal prosseguiu com os descendentes dos fundadores, de jeito que a filha dos condes Aragonta, segunda esposa do rei Ordonho II conseguiu a devolução de terras do Salnés que tinham sido arrebatadas ao mosteiro por parte dos habitantes locais e nas que estabeleceram salinas.
Pouco tempo depois, sob o reinado de Bermudo II o mosteiro esteve a ponto de desaparecer sendo determinante o apoio externo que recebeu o mosteiro para a sua subsistência. Desde esse instante e durante vários séculos o mosteiro ostentou grande poder económico e sucederam-se as doações reais e de particulares ao seu favor; os reis Afonso VII, no ano 1144, Fernando II, no 1159, Afonso IX e Fernando III o Santo deixaram documentos dos privilégios outorgados a esta comunidade.

### Conversão em priorato
Com as reformas das ordens religiosas promovidas pelos Reis Católicos junto ao papa Inocêncio VIII Carvoeiro passou, no ano 1500, a se converter num priorato (anexo) dependente do Mosteiro de São Martinho Pinário e logo numa simples granja com dois monges residentes e no final do século XVIII serviu como cárcere de freiras. Deste jeito todos os seus bens passaram ao património do mosteiro compostelano, além de perder o título de abadia.
A lei de desamortização de Juan Álvarez Mendizábal supôs o abandono no ano 1836 das instalações e o início de sua ruína. Na segunda metade do século XX começaram as obras da sua restauração e recuperação, obras que ainda continuam hoje em dia (2009).

## Descrição

### Igreja

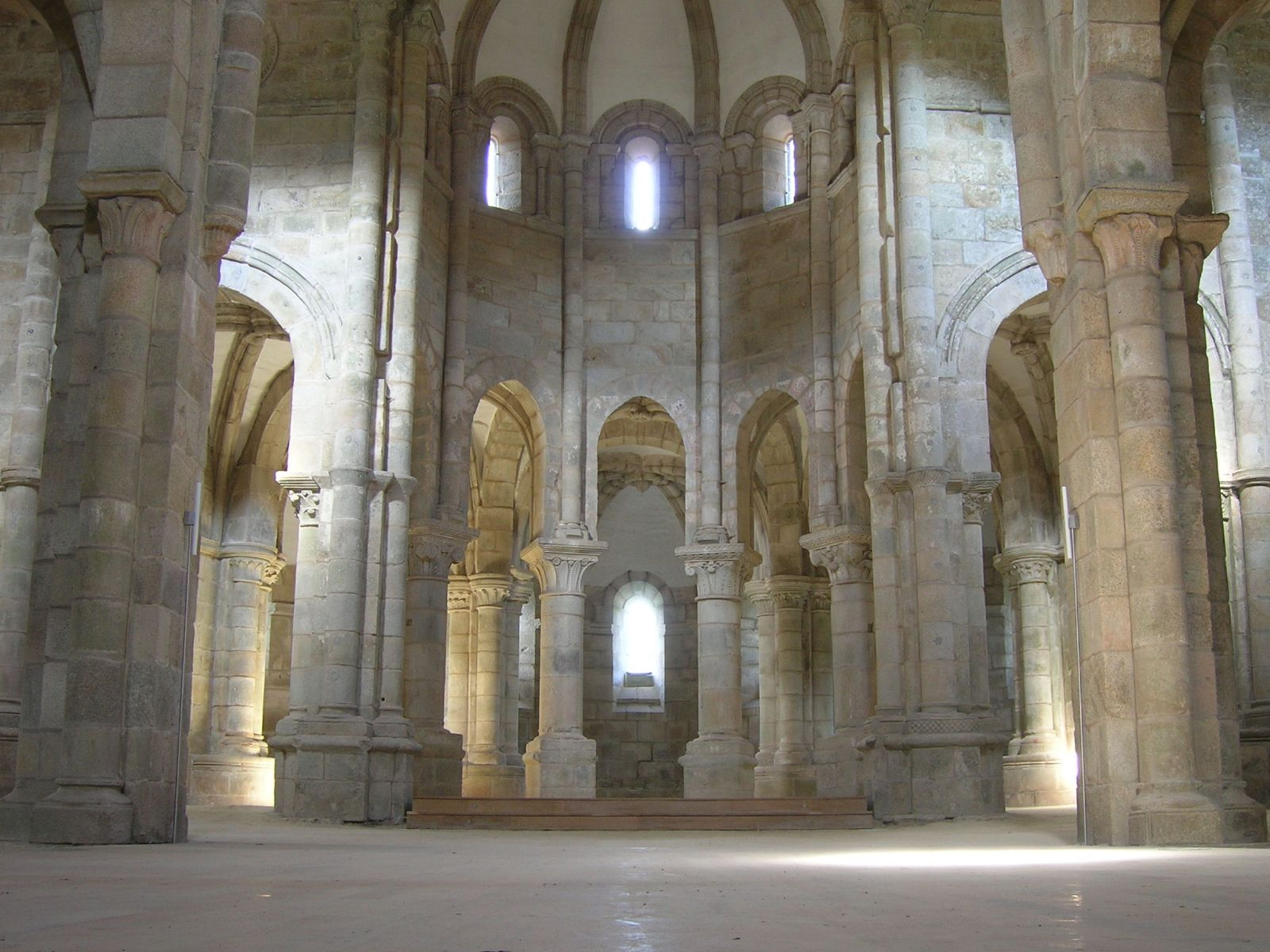
Interior de São Lourenço de Carvoeiro.

De estilo românico, a sua construção é datada do século XII. A sua é de cruz latina com três navios e cruzeiro, e o navio central é o dobro das laterais. Na fachada principal, nas arquivoltas, desenvolveu-se o tema dos vinte e quatro anciãos do Apocalipse.
No templo conservam-se três inscrições:
- Uma singela no exterior: ERA MCCVIIII.
- Uma segunda no interior: E ICC VIIII HIIS HOC TEMPLVM FVNDAVIT ABB FERNANDUS CVM SVORVM CATERVA MONACORVUM (em 1209 a 1º de julho. Este templo fundou-se o abade Fernando com seus monges).
- Outra que diz: ABBAS FERNANDVS JACET HOC TUMULO VENERANDVS MORIBVS ORNATVM FIRMITVNT DICUNTQVE BEATVM REGES MAGNATES PROCERES REGNIQVE POTENTES CLARVS MAGNIFICVS PROVITATIS SEMPER AMICVS GAVDEAT IN PAGE CELI FERNANDVS INARCE ERA MCCXXX. (Neste túmulo jaz o venerado abade Fernando. Os reis, os magnatas, os próceres e poderosos do reino são testemunhas da pureza dos seus costumes e o aclamam bem-aventurado. Descanse em paz Fernando na morada. Ano 1192).

## Curiosidades
Em 1965 filmou-se um longa-metragem intitulado Cotolay, o carvoeiro compostelano da tradição que no início do século XIII ajudou o São Francisco de Assis a fundar em Santiago o seu primeiro convento em Galiza.
O filme foi realizado por Nieves Conde, onde os moradores da vizinhança atuaram, servindo de testemunha do estado de abandono em que se encontrava o mosteiro naqueles anos.

## Galeria

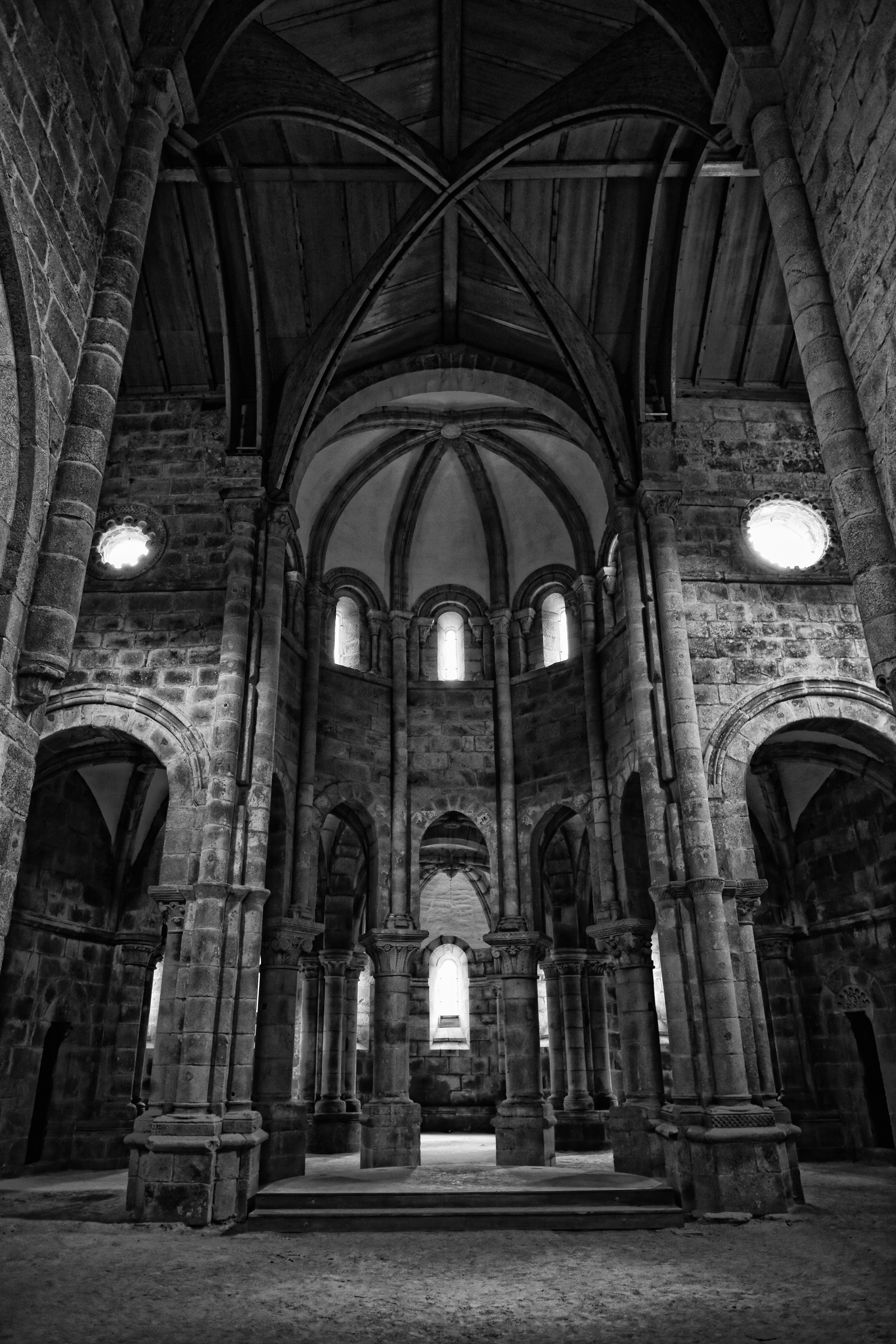
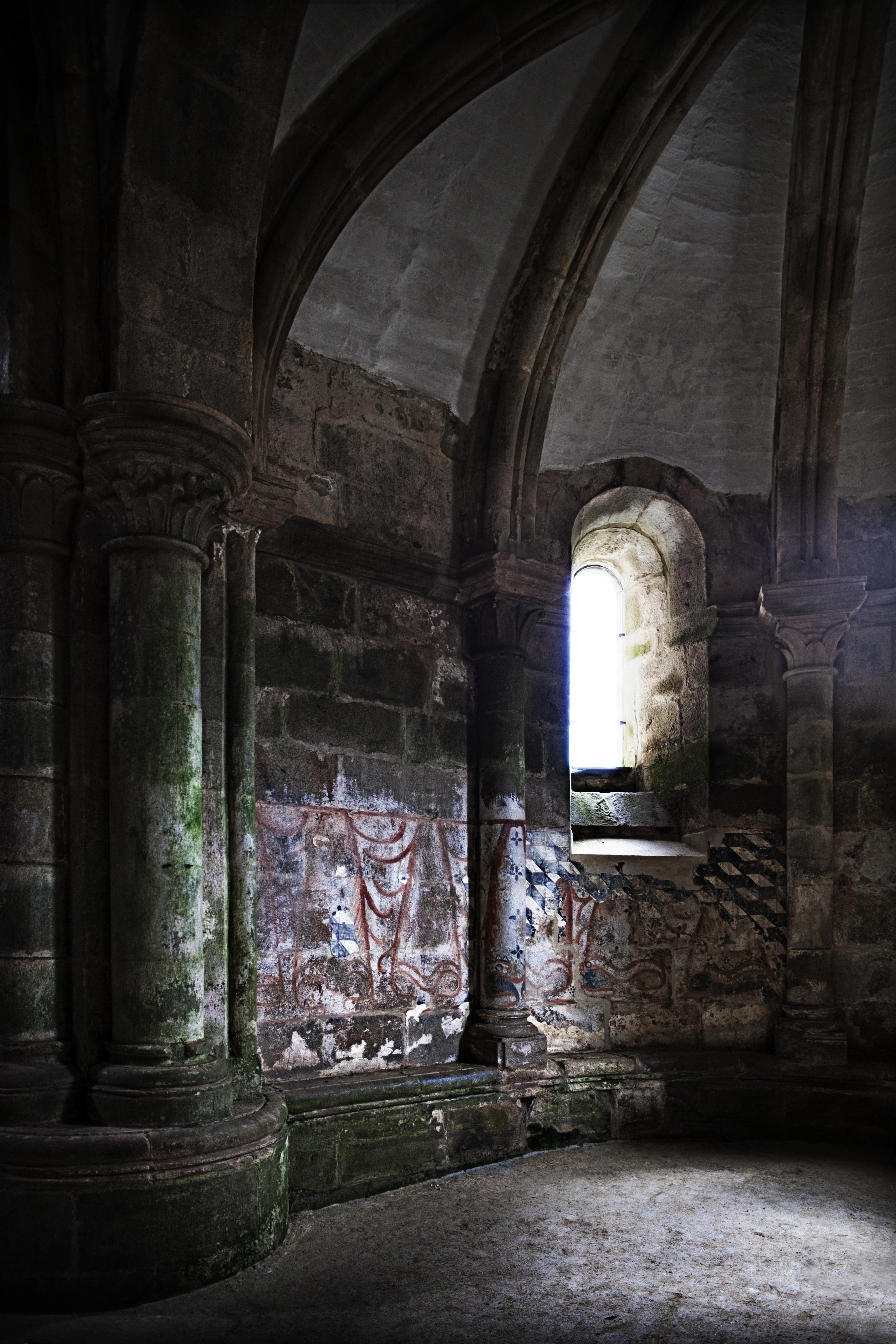
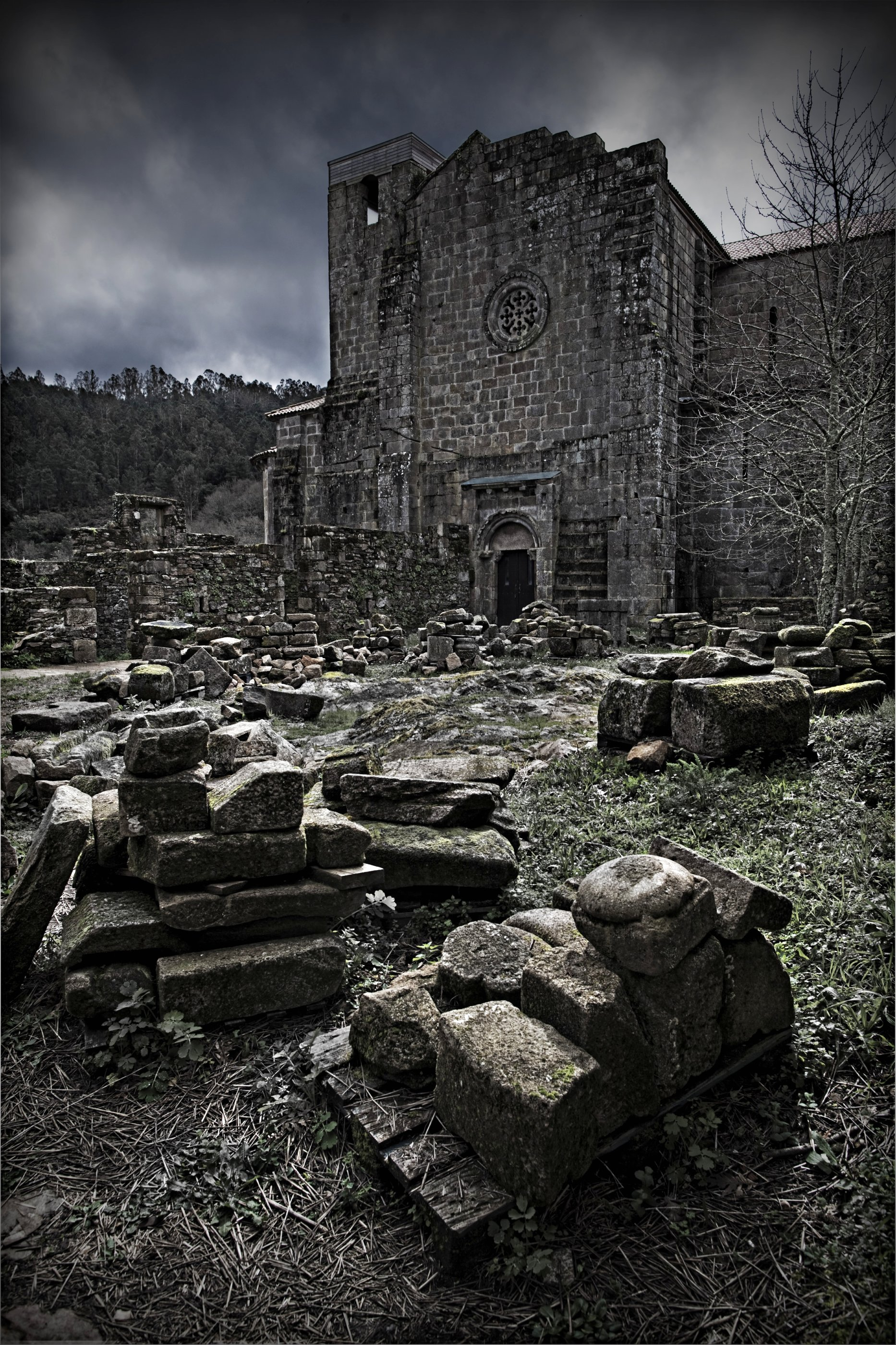
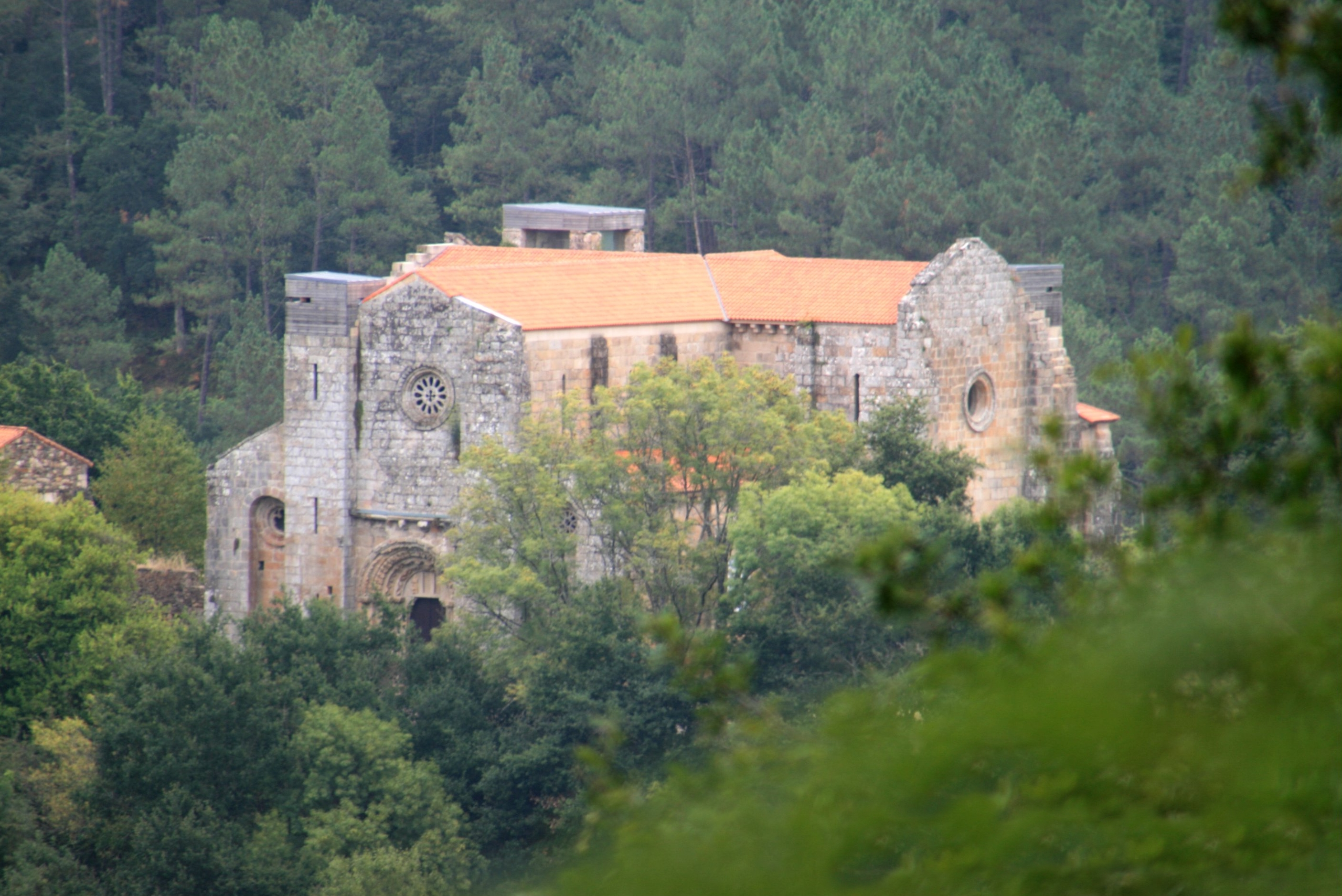
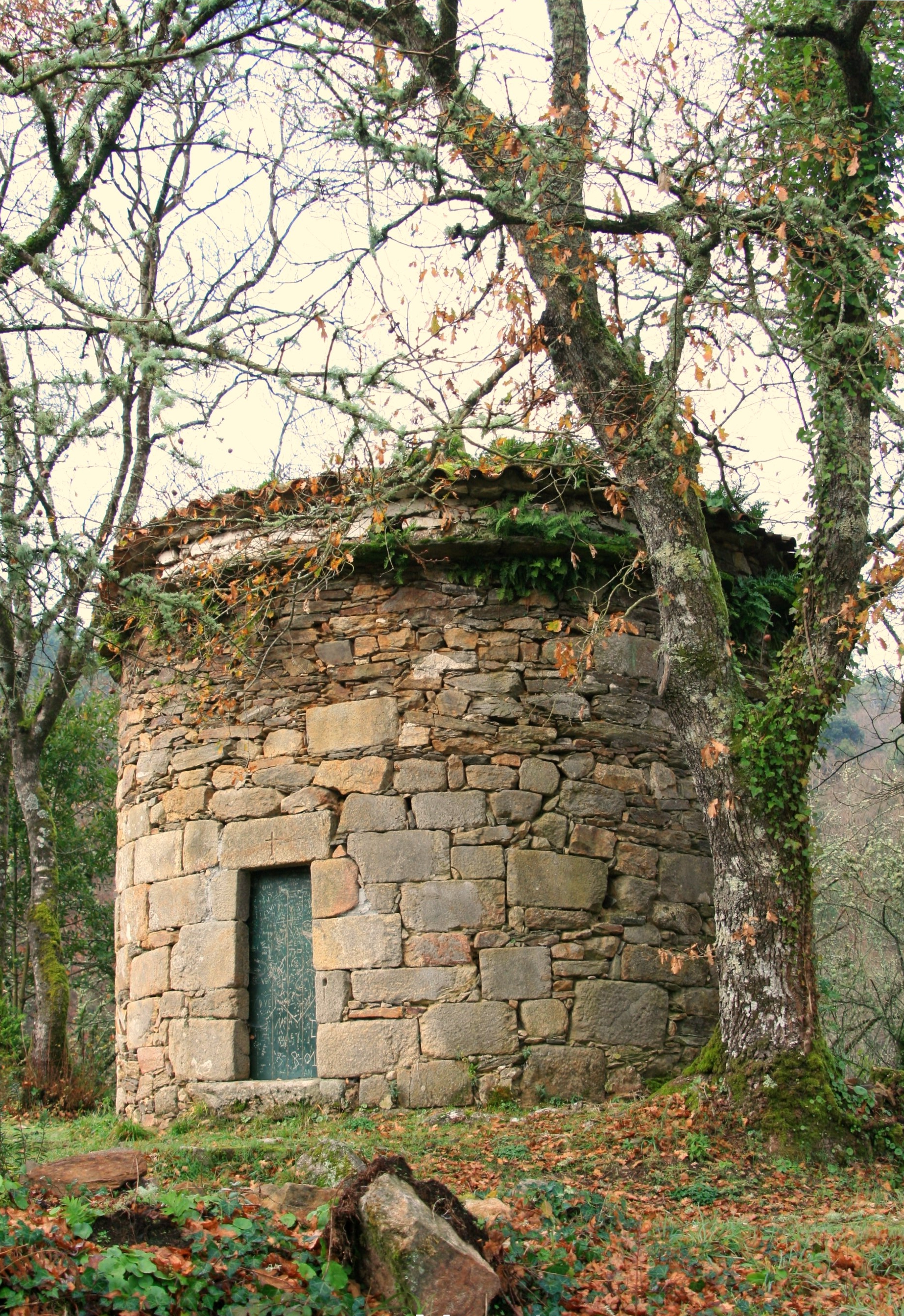
Pombal